# Kościół św. Barbary w Górze
Kościół św. Barbary – rzymskokatolicki kościół parafialny, znajdujący się w miejscowości Góra (gmina Miedźna) w powiecie pszczyńskim.
Kościół znajduje się na Szlaku Architektury Drewnianej województwa śląskiego w pętli pszczyńskiej.

## Historia
Zbudowany został jako kaplica filialna zapewne w II połowie XVI w. W latach 1580–1628 w rękach protestantów (kalwinistów). Do niewielkiej, zamkniętej wielobocznie w typie małopolskim kaplicy z oszalowanymi ścianami była niegdyś dostawiona wieża o konstrukcji słupowej, nakryta obitym blachą hełmem z latarnią. Rozbudowany w 1950 roku przez przesunięcie wieży i dodanie nawy.

## Architektura i wnętrze kościoła
Orientowany. Drewniany, konstrukcji zrębowej, częściowo na podmurowaniu ceglanym. Prezbiterium (dawna kaplica) zamknięte trójbocznie, przy nim od północy nowsza, murowana zakrystia. Nawa szersza i wyższa od prezbiterium, na rzucie prostokąta. Przy niej dawna wieża o ścianach podbitych gontem, częściowo wtopiona w korpus kościoła. Podczas rozbudowy w 1950 r. usunięto hełm wieży, zamiast niego wstawiając drewniany dach namiotowy o kształcie ostrosłupa. Na zewnątrz prezbiterium i nawę otaczają otwarte soboty wsparte na słupach z zastrzałami. Powyżej sobót ściany szalowane deskami. Dachy nawy i prezbiterium (o nierównych nachyleniach połaci), dach wieży oraz szerokie daszki sobót kryte gontem. Prezbiterium nakryte stropem płaskim, w nawie strop z fasetą. Chór muzyczny drewniany, wsparty na dwóch słupach, nowszy.

## Wyposażenie
We wnętrzu kościoła nie zachowały się prawie żadne ruchome zabytki. Krzyż ołtarzowy pochodzi z XVIII w., dwa krucyfiksy (barokowy i ludowy) - z XIX w.

## Otoczenie kościoła
Kościół jest otoczony cmentarzem.